# Ma'an
Ma'an (în arabă مَعان, transliterat: Maʿān) este un oraș din sudul Iordaniei, la 218 kilometri (135 mi) sud-vest de capitala Amman. El servește drept capitală a Guvernoratului Ma'an. Populația sa era de aproximativ 41.055 de locuitori în 2015. Civilizațiile cu numele de Ma'an au existat cel puțin din perioada nabateană - orașul modern este la nord-vest de orașul antic. Orașul este un important nod de transport situat pe vechiul Drum al Regilor și, de asemenea, pe moderna Autostradă a Deșertului.